# Liz May (triatlete)
Elizabeth ("Liz") Holst May (Luxemburg, 27 juli 1983) is een Luxemburgse triatlete uit Oetrange. Ze nam vertegenwoordigde Luxemburg tweemaal op de Olympische Spelen en bij verschillende ITU wereldbekerwedstrijden. Aan het begin van haar carrière behaalde ze ook enkele medailles op de duatlon en aquatlon.

## Biografie

### Jeugd
In 1997 maakte ze haar debuut op de triatlon. Dit was een triatlon over de sprintafstand in Weiswampach. Haar eerste grote succes behaalde ze in 2002. Toen werd ze wereldkampioen bij de aquatlon. In datzelfde jaar behaalde ze op de duatlon, aquatlon en triatlon een aantal medailles bij verschillende internationale jeugdkampioenschappen.

### Senioren
Haar eerste medaille bij de senioren behaalde ze in 2003 door tweede te worden op de wereldkampioenschappen aquatlon in het Nieuw-Zeelandse Queenstown.
May deed in 2004 mee aan de Olympische Spelen van Athene. Hier werd ze 17e met een eindtijd van 2:08.29,22. In datzelfde jaar werd ze verkozen tot Luxemburgs sportvrouw van het jaar. Deze titel zou ze in totaal viermaal achtereenvolgens winnen. Vier jaar later moest ze op de Olympische Spelen van 2008 in Peking genoegen nemen met een 41e plaats in 2:07.55,58. Op de triatlon van Holten, dat in 2009 dienstdeed als Europees Kampioenschap, behaalde ze een tweede plaats. Met een tijd van 1:56.11 eindigde ze minder dan een minuut achter de Zwitserse winnares Nicola Spirig.

## Titels
- Wereldkampioene aquatlon

2011
- Wereldjeugdkampioene aquatlon

2002
- Luxemburgs kampioene triatlon

2003
- Luxemburgs Sportvrouw van het Jaar

2004, 2005, 2006, 2007

## Palmares

### duatlon
- 2002:  EK < 23 jaar in Teplice
- 2002:  EK junioren in Zeitz

### aquatlon
- 2002:  WK junioren in Cancún
- 2003:  WK in Queenstown
- 2004:  WK in Madeira
- 2011:  WK in Peking

### triatlon
- 2002:  WK junioren in Cancún
- 2003:  EK < 23 jaar in Echternach
- 2003: 21e EK olympische afstand in Karlovy Vary
- 2003: 13e ITU wereldbekerwedstrijd in Hamburg
- 2003: 12e ITU wereldbekerwedstrijd in Madeira
- 2004: 11e EK olympische afstand in Valencia
- 2004: DNF WK olympische afstand in Portugal
- 2004: 5e ETU Prestige Race in Echternach
- 2004: 17e Olympische Spelen van Athene
- 2004: 9e ITU wereldbekerwedstrijd in Hamburg
- 2004: 32e ITU wereldbekerwedstrijd in Ishigaki
- 2005: 5e ETU Europacup in Echternach
- 2005: 9e EK in Lausanne
- 2005:  ETA Europacup in Genève
- 2005: 9e Europacup
- 2006:  ITU wereldbekerwedstrijd in Peking
- 2006: 14e ITU wereldbekerwedstrijd in Hamburg
- 2006: 15e WK in Lausanne - 2:06.59
- 2006:  EK < 23 jaar in Rijeka
- 2006: 11e ITU wereldbekerwedstrijd in AMadrid
- 2007: 9e ITU wereldbekerwedstrijd in Peking
- 2007: 15e WK in Hamburg
- 2007: 5e ITU wereldbekerwedstrijd in Vancouver
- 2007: 5e ITU wereldbekerwedstrijd in Madrid
- 2007: 4e ITU wereldbekerwedstrijd in Richards Bay
- 2008: 5e ITU wereldbekerwedstrijd in Lorient
- 2008: 5e ITU wereldbekerwedstrijd in Kitzbühl
- 2008: 6e ITU wereldbekerwedstrijd in Madrid
- 2008: 11e ITU wereldbekerwedstrijd in Richards Bay
- 2008: 14e WK in Vancouver
- 2008: 41e Olympische Spelen van Peking
- 2009: 17e WK in Washington
- 2009:  EK olympische afstand in Holten - 1:56.10
- 2009: 4e ITU wereldbekerwedstrijd in Londen - 1:54.38
- 2012: 76e WK olympische afstand - 502p

1998: Rina Hill ·
1999: Rina Hill ·
2000: Pilar Hidalgo ·
2001: Siri Lindley ·
2002: Sandra Soldan ·
2003: Carla Moreno ·
2004: Samantha Warriner ·
2005: Sheila Taormina ·
2006: Sara McLarty ·
2007: Sarah Groff ·
2008: Claudia Rivas ·
2009: Samantha Warriner ·
2010: Margit Vanek ·
2011: Liz May ·
2012: Nicky Samuels ·
2013: Irina Abysova ·
2014: Anneke Jenkins ·
2015: Anastasia Abrosimova